# Cabo Bon-Ami
El cabo Bon-Ami (en francés: Cap Bon-Ami, lit. 'cabo Buen Amigo') es un cabo de Canadá bañado por las aguas del golfo de San Lorenzo, situado en el lado septentrional de la península de Forillon, en la parte oriental de la península de Gaspesia, provincia de Quebec. Está muy cerca del cabo Gaspé, a unos 3,5 km al NNO.
Se encuentra dentro del parque nacional Forillon. 

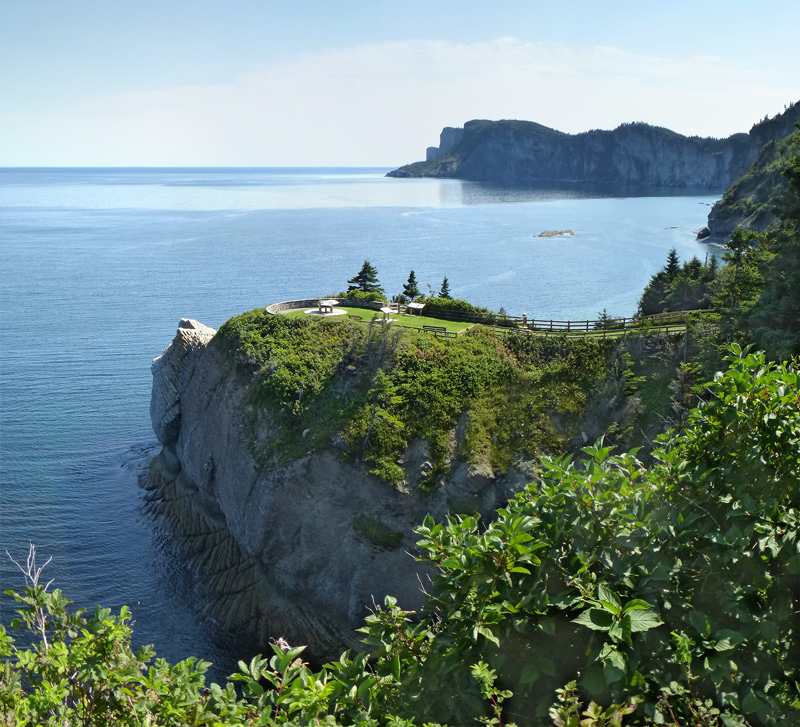
El cabo Bon-Ami

## Historia
Fue el escenario de un accidente de aviación el 24 de julio de 1948. Un Dakota de las aerolíneas Rimouski se estrelló en la niebla falleciendo 29 personas, todos los ocupantes del avión.